# Webera tenuifolia
Webera tenuifolia là một loài rêu trong họ Bryaceae. Loài này được A. Jaeger mô tả khoa học đầu tiên năm 1875.